# Cordia thaisiana
Cordia thaisiana là loài thực vật có hoa trong họ Mồ hôi. Loài này được G.Agostini mô tả khoa học đầu tiên năm 1973.